# Чайкенд (Кельбаджарский район)
Чайкенд (азерб. Çaykənd) — село в Кельбаджарском районе Азербайджана.

## География
Расположено на берегу реки Тертер, в предгорной местности, в 7 км к северо-востоку от города Кельбаджар'.

## История
Согласно данным издания «Административное деление АССР», подготовленного в 1933 году Управлением народно-хозяйственного учёта АССР (АзНХУ), по состоянию на 1 января 1933 года в селе Чайкент Отакларского сельсовета Кельбаджарского района Азербайджанской ССР проживало 45 человек (17 хозяйств, 24 мужчины и 21 женщина). Национальный состав всего Отакларского сельсовета, включавшего также сёла Агкая, Баллыпея, Лачынкент, Мерчимек, Отаклар, Пелангя, Гезлибулаг на 100 % состоял из тюрков (азербайджанцев).
По состоянию на конец 1980-х годов, в селе проживало 329 человек. Жители занимались животноводством и табаководством. Имелись средняя школа, клуб, библиотека, медицинский пункт.
В ходе Первой карабахской войны в начале 1990-х годов Чайкенд перешёл под контроль армянских сил. Согласно административно-территориальному делению непризнанной Нагорно-Карабахской Республики, село называлось Нор-Вериншен (арм. Նոր Վերինշեն) и было расположено в Шаумяновском районе НКР.
25 ноября 2020 года на основании трёхстороннего соглашения между Азербайджаном, Арменией и Россией от 10 ноября 2020 года, последовавшего после окончания Второй карабахской войны, Кельбаджарский район был возвращён под контроль Азербайджана.

## Экономика
До Карабахского конфликта 1990-х годов, население было занято в животноводстве и табаководстве, в селе были средняя школа, клуб, библиотека, медицинский пункт.